# 이나 바이세
이나 바이세(Ina Weisse, 1968년 6월 12일 ~ )는 독일의 배우, 영화 감독, 영화 각본가이다.

## 출연 작품
- 오디션(영어판) (2019)
- 작가 미상 (2018)
- 뉴 내셔널갤러리 (2017)
- 언익스펙티드 (2014)
- 아키텍트 (2008)
- 단지 유령일 뿐 (2006)
- 스노우랜드 (2005)